# Anoplophora fruhstorferi
Anoplophora fruhstorferi là một loài bọ cánh cứng trong họ Cerambycidae.